# Heart Beat (Space Tribe)
Heart Beat – album Space Tribe wydany w 2002 roku przez Spirit Zone Records.

## Zawartość albumu
1. All Senses Vibrating
2. Heart Beat
3. Lights In The Sky
4. Reality Or Make Believe
5. R U Enlightened
6. The Acid Test (6 Drops Remix)
7. Tweaked Eyeballs
8. What’s That Sound